# 阿夸维瓦迪塞尔尼亚
阿夸维瓦迪塞尔尼亚（義大利語：Acquaviva d'Isernia），是意大利伊塞尔尼亚省的一个市镇。总面积13平方公里，人口457人，人口密度35.2人/平方公里（2009年）。ISTAT代码为094001。